# Datawnas
Datawanas, DTWNS – ostatni znany wczesny król Aksum, który nie wybijał monet. Wspomniany razem z synem Zaqarnasem (ZQRNS) na himjaryckiej inskrypcji, napisanej przez króla Yasira Yuhan'ima, po ich porażce, podczas nieznanej wojny, prawdopodobnie sabejsko-himjaryckiej. Jego najbliższym znanym poprzednikiem jest Sembrutes. Nie wiadomo czy pomiędzy Datawanasem, a Endubisem istnieli inni królowie Aksum.